# 151e méridien ouest
En géographie, le 151e méridien ouest est le méridien joignant les points de la surface de la Terre dont la longitude est égale à 151° ouest. 

## Géographie

### Dimensions
Comme tous les autres méridiens, la longueur du 150e méridien correspond à une demi-circonférence terrestre, soit 20 003,932 km. Au niveau de l'équateur, il est distant du méridien de Greenwich de 16 809 km,.
Le 151e méridien ouest forme un grand cercle avec le 29e méridien est.

## Le méridien traverse…
En commençant par le pôle Nord et descendant vers le sud au pôle Sud, Le 151e méridien ouest passe par:
| Coordonnées           | Pays, territoire ou mer | Notes                                                                         |
| --------------------- | ----------------------- | ----------------------------------------------------------------------------- |
| 90° 00′ N, 151° 00′ O | Océan Arctique          |                                                                               |
| 72° 11′ N, 151° 00′ O | Mer de Beaufort         |                                                                               |
| 70° 24′ N, 151° 00′ O | États-Unis              | Alaska                                                                        |
| 61° 11′ N, 151° 00′ O | Golfe de Cook           |                                                                               |
| 60° 49′ N, 151° 00′ O | États-Unis              | Alaska — Péninsule Kenai                                                      |
| 59° 12′ N, 151° 00′ O | Océan Pacifique         |                                                                               |
| 23° 22′ S, 151° 00′ O | Polynésie française     | Île Huahine                                                                   |
| 23° 24′ S, 151° 00′ O | Océan Pacifique         |                                                                               |
| 60° 00′ S, 151° 00′ O | Océan Austral           |                                                                               |
| 76° 58′ S, 151° 00′ O | Antarctique             | Dépendance de Ross, Liste des territoires revendiqués par la Nouvelle-Zélande |